# Classe Hunt (cacciamine 1978)
La classe Hunt è una classe di cacciamine della Royal Navy britannica, composta da 13 unità entrate in servizio tra il 1979 ed il 1989. Nella marina britannica queste unità erano inizialmente classificate come Mine-countermeasure vessel ("Vascello contromisure mine" o MCMV), designazione che indica un battello dedicato alla distruzione di mine navali combinando in sé le caratteristiche sia di un cacciamine che di un dragamine, ma in seguito le apparecchiature più propriamente di dragaggio sono state rimosse e le unità ridotte a veri e propri cacciamine; secondariamente le unità della classe possono essere impiegate anche come pattugliatori.
Le Hunt sono un modello di unità specializzata nella lotta contro le mine e la caccia agli ordigni celati sott'acqua, una versione molto più sviluppata della coeva classe River; al momento della loro introduzione si trattava delle più grandi unità dotate di uno scafo rinforzato in vetroresina, e furono le ultime ad imbarcare i motori diesel tipo Napier Deltic. Sulle Hunt vennero imbarcati sonar ad alta definizione, veicoli subacquei filoguidati con capacità di avvistare le mine e distruggerle con cariche esplosive, e un team di sommozzatori specializzati, oltre ad un leggero armamento difensivo (un cannone Bofors 40 mm e 3 mitragliatrici da 7,62 mm).

## Navi
Tutte le unità furono realizzate nei cantieri Vosper Thornycroft di Southampton tranne due (la Cottesmore e la Middleton) che invece furono costruite nei cantieri Yarrow Shipbuilders di Clyde; delle tredici unità realizzate otto rimangono in servizio con la Royal Navy, una è stata ritirata dal servizio ed altre quattro vendute a marine estere: due alla marina militare greca e due alla marina militare lituana.
| Nome             | Varo | Entrata in servizio | Pennant number | Status |
| ---------------- | ---- | ------------------- | -------------- | --- |
| HMS Brecon       | 1979 | 1980                | M29            | Dismesso nel 2005; trasformato in nave scuola statica                                                                                 |
| HMS Ledbury      | 1979 | 1981                | M30            | In servizio |
| HMS Cattistock   | 1981 | 1982                | M31            | In servizio |
| HMS Cottesmore   | 1982 | 1983                | M32            | Dismesso nel 2005; venduto alla Karinės jūrų pajėgos e ribattezzato M53 Skalvis, entrato in servizio con i nuovi proprietari nel 2011 |
| HMS Brocklesby   | 1982 | 1982                | M33            | In servizio |
| HMS Middleton    | 1983 | 1984                | M34            | In servizio |
| HMS Dulverton    | 1982 | 1983                | M35            | Dismesso nel 2005; venduto alla Karinės jūrų pajėgos e ribattezzato M54 Kuršis, entrato in servizio con i nuovi proprietari nel 2011  |
| HMS Bicester     | 1985 | 1988                | M36            | Dismesso nel 2000; venduto alla Polemikó Nautikó e ribattezzato Europa, entrato in servizio con i nuovi proprietari nel 2001          |
| HMS Chiddingfold | 1983 | 1984                | M37            | In servizio |
| HMS Atherstone   | 1986 | 1986                | M38            | In servizio |
| HMS Hurworth     | 1984 | 1985                | M39            | In servizio |
| HMS Berkeley     | 1986 | 1986                | M40            | Dismesso nel 2000; venduto alla Polemikó Nautikó e ribattezzato Kallisto, entrato in servizio con i nuovi proprietari nel 2001        |
| HMS Quorn        | 1988 | 1989                | M41            | In servizio |